# Indigofera accepta
Indigofera accepta är en ärtväxtart som beskrevs av Nicholas Edward Brown. Indigofera accepta ingår i släktet indigosläktet, och familjen ärtväxter. Inga underarter finns listade i Catalogue of Life.